# کارایوکوش (بولوادین)
کارایوکوش (به ترکی استانبولی: Karayokuş) یک منطقهٔ مسکونی در ترکیه است که در بولوادین واقع شده‌است.